# Dardilly
Dardilly település Franciaországban, Métropole de Lyon különleges státuszú nagyvárosban (métropole: nagyjából „megyei jogú város”). Lakosainak száma 8980 fő (2022. január 1.). Dardilly Lissieu, La Tour-de-Salvagny, Champagne-au-Mont-d’Or, Charbonnières-les-Bains, Dommartin, Écully és Limonest községekkel határos.

## Népesség
A település népességének változása:
| Lakosok száma | 8538 | 8622 | 9173 | 8600 | 8675 | 8752 | 8829 | 8828 | 8980 |
|               | 2013 | 2015 | 2016 | 2017 | 2018 | 2019 | 2020 | 2021 | 2022 |

## Híres szülöttei
Vianney Szent János